# 15392 Budějický
15392 Budějický è un asteroide della fascia principale. Scoperto nel 1997, presenta un'orbita caratterizzata da un semiasse maggiore pari a 2,2733812 UA e da un'eccentricità di 0,1644113, inclinata di 4,99737° rispetto all'eclittica.